# Намара натпис
Намара натпис (арап. نقش النمارة‎‎ naqš an-Namārah) се обично тумачи као рани пример Арапског језика, али се понекад тумачи и ако каснија верзија Набатејског језика у свом преласку на арапски. Ирфан Шахид га је описао као “најважнији натпис на арапском из пре исламског периода” a Кес Верстег као “најпознатији арапски натпис”.Такође, он представља важан извор за односе између Римљана и Арапа у четвртом веку нове ере.

## Разлике у одсносу на арапски језик
Натпис је писан на Набатејско Арамејском писму али постоје нејасноће у тумачењу тог писма које има 22 занака (неке са додатним забелешкама) и арапским дијалектом од 28 или 29 сугласника. Писмо показује повезаност између појединих слова, показујући тенденцију преласка ка арапском писму. Неки од термина који се користе у тексту су ближе арамејском него арапском; на пример, користи арамејски патроним "б-р" уместо арапску термин "б-н". Међутим, већина текста је веома близак са класичном арапским који се користи у Курану у 7. веку.

## Откриће
Натпис су открила два француска археолога 4. априла 1901. Године, Рене Дусауд и Федерик Маклер, код Ел Намаре (такође Намарах; данас Нимрех) недалеко од Сахахба и Џабал ел Друзе у јужној Сирији, на око 100 km јужно од Дамаска и око 50 km северно од Босра и 120km од Галилејског језера. Локација се налаз у близини некадашње границе Римског царства са изрезбареним датумом, Лимес Арабикус покрајине Арабијског полуострва. Намара ће ускоро постати војни положај на коме ће Римљани касније изградити војно утврђење.

## Историја
Натпис је уклесан у пет редова на блоку од базалта, који је можда служио као греда за гробницу. Тај је натпис на недавно преминулог арапском краља Лакхмида, Имру Ел Кајса ибн Амра, који се слободно може датирати 328 год. н.е. Имру Ел Каис пратећи пример свог оца Амр ибн Адја , ствара велику војску и морнарицу и покреће поход како би освоји већи део Ирака и Арабијског полуострва из своје престонице у Ал-Хири. У том тренутку, они су били вазали персијских Сасанида. Упад који је у извршио на Иран за последицу је имао војни поход сасанидског краља Шапура II који је освојио простор месопотамије, а Имру ел Кајс је био приморан да се повуче у Бахреин. Пребегао је у Сирију како би затражио помоћ од римског цара Константина. Имру ел Кајс је прешао на хришћанство пре своје смрти у Сирији и био је сахрањен у Сиријској пустињи . Његово примање хришћанства се помиње у арапском историји Хишам ибн Калбиа, али не помиње се у самом натпису; исто тако нема помена о никаквим паганском веровањима.
Прво истраживање и читање Намара натписа је објављено почетком двадесетог века од стране француза Ренеа Дусауда. Према његовом читању, текст почиње информисањем читаоца да је то натпис који је био погребни споменик краљу, онда га представља и наводи његова достигнућа, и на крају објављује датум његове смрти. Многи други стручњаци су затим поново прочитали и анализирали језик натписа током целог прошлог века, али, упркос незнатним разликама, сви су се сложили са централним становишта Дусауда да је плоча Намара погребни споменик краља Имру ел Кајса. Године 1985., Џејмс А. Белами је понудио први битно другачије објашњење натписа од Дусауда, укључујући и откривање трагова и корекцију две веома спорне речи на почетку трећег реда (указао на Дусауд оригиналне прецртане слике и ријечи 4 и 5) . Међутим, и поред тога Беллами је новим такође важним поновним прецртавањем, схаватио да његово арапско читање у потпуности поклапа са општом темо Дусаудовог оригиналне читања (тумачења). Беллами је широко прихваћен нови превод натписа који гласи:
Ово је погребна споменик Имру ел Кајса, сина Амра, краљ Арапа, и (?) назив његове титуле је Господар Асада и Мадхија. И он је потчинио Асад и они су били преплављени заједно са својим краљевима, и наставио је да се бори за Мадхиј и након тога а након тога стигли до капија Најрана, града Шамара, и заузео је Мад и опходио се пажљиво према племићима из племена, и поставио их за подкраљеве и они су постали филарси (грчки:вође племена) за рачун римљана. И нема краља чија се достигнућа могу упоредити са његовим његова достигнућима. Након тога је умро 223 године на 7. дан Каслула. О, бог је обдарио срећом оне који су били његови пријатељи!
Испод је Белламија је модеран Арапски превод Намара натписа, са кратким додатним објашњењима између заграда:
تي (هذه) نَفسُ (شاهدة قبر) امرؤ القيس بن عَمرو مَلِكُ العرب، ولقبهُ ذو أسَد ومذحج.
ومَلَكَ الأسديين ونزار وملوكهمْ وهَرَّبَ مذحج عَكدي (كلمة عامية تدمج الكلمتين "عن قضى"، بمعنى بعد ذلك) وجاء (اي امرؤ القيس) يزجها (يقاتلها بضراوة) في رُتِجِ (ابواب) نَجران، مدينة شمّر، ومَلَكَ معد (بنو مَعَدْ في اليمن) ونَبَلَ بنَبه الشعوب (عامل نبلاءهم باحترام ولطف) ووكلهن (اي عين نبلاءهم شيوخا للقبائل) فرأسو لروم (فاعترفو بسيادة روم عليهم) فلم يبلغ ملك مَبلَغَه.
عكدي (بعد ذلك) هلك سَنَة 223، يوم 7 بكسلول (كانون الأول)، يالِسَعْدِ ذو (الذي) والاهُ (بايعه او جعله وليا له
Помињање датума - 7. Каслул у 223. године Набатејске ере Бостра - сигурно датира његову смрт 7. дана децембра у н.е. 328.

## Нејасноће у преводу
Делови превода су спорни. На пример, ранији преводи сугеришу да је Имру ел Кајс био краљ свих Арапа, што је изгледа мало вероватно, пошто се преселио у Сирију. Такође није јасно да ли је Имру ел Кајс војну кампању покренуо према Најрану док се налазио у Ал-Хири, или након његовог пресељења у Сирију, а у сваком случају да ли је он то учинио сам или уз помоћ Сасанида или Римљана.
Натпис је сада чува у муеју Лувр у Паризу.